# Burunkışla, Sarıkaya
Burunkışla là một xã thuộc huyện Sarıkaya, tỉnh Yozgat, Thổ Nhĩ Kỳ. Dân số thời điểm năm 2010 là 374 người.